# Blasse Waldschabe

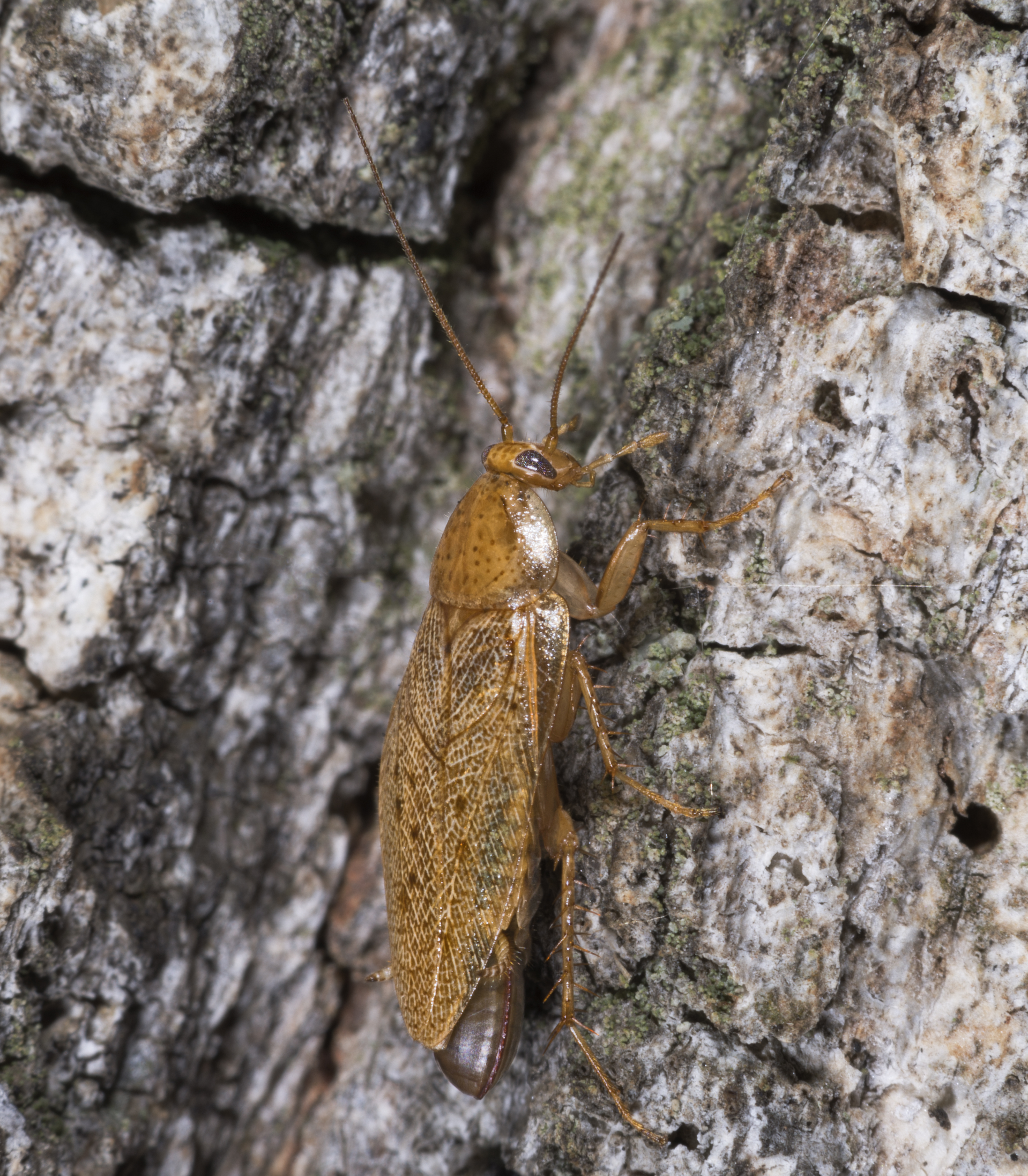
Ein Exemplar in Profilansicht. Die Oothek am Hinterleib ist erkennbar.

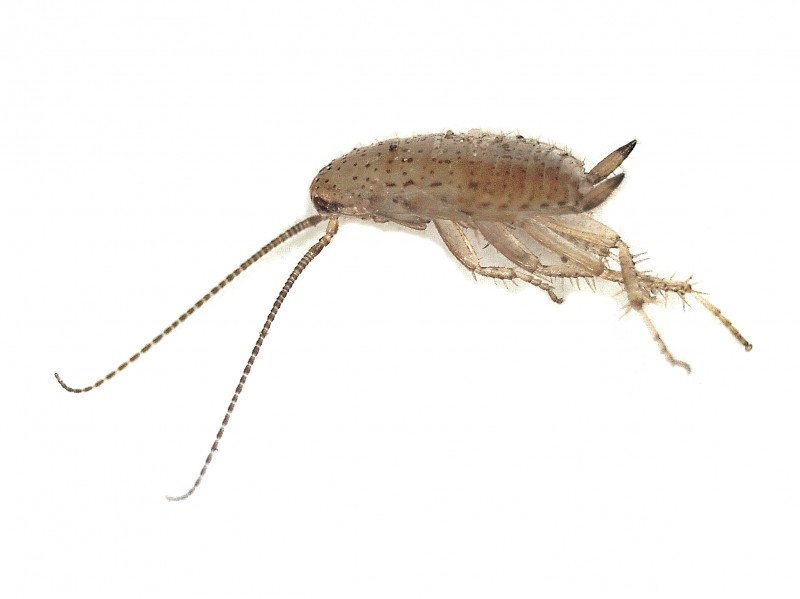
Nymphe der Blassen Waldschabe

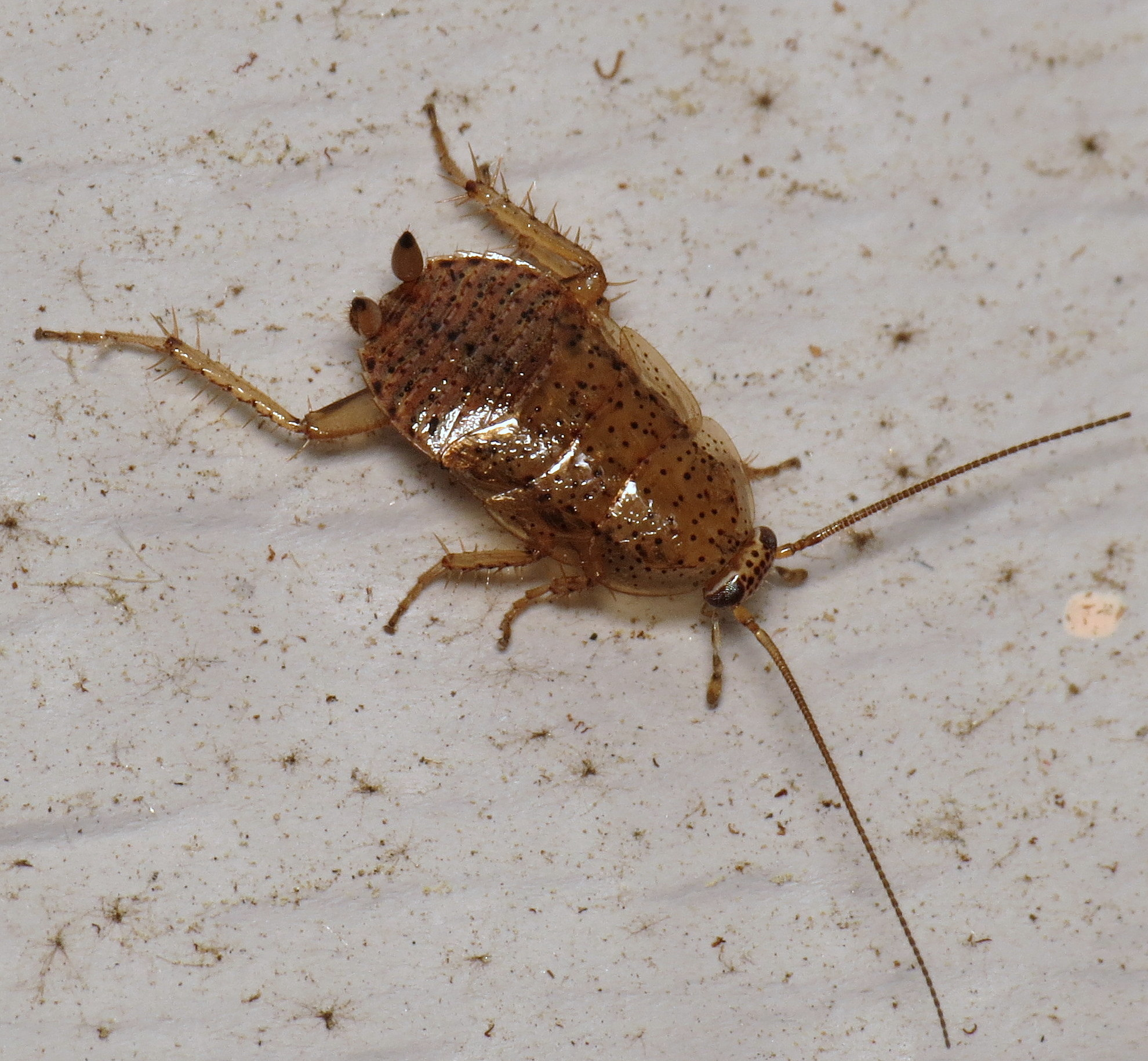
Eine Nymphe in einem späten Nymphenstadium

Die Blasse Waldschabe (Ectobius pallidus), auch Blasse Schabe oder Bleiche Waldschabe genannt, ist eine Art der zu den Schaben gehörenden Waldschaben. Die ursprünglich vor allem in Westeuropa beheimatete Art wurde auch nach Nordamerika eingeschleppt. Die Tiere leben häufig in Wäldern, Heiden und Wiesen und sind nicht wie manche andere Schaben als Vorratsschädlinge bekannt. 

## Merkmale
Die Körperlänge beträgt 8–9,5 mm. Beide Geschlechter sind voll geflügelt.
Die Färbung ist strohfarben bis hellbraun, auch die Halsschildscheibe (Discus) ist einfarbig strohfarben gefärbt und rundlich. Auf dem Kopf, Pronotum und den Deckflügeln (Tegmina) sind kleine rötlichbraune Punkte vorhanden. Vor allem bei den Weibchen können auf den Tegmina größere braune Punkte vorhanden sein, die in zwei Längsreihen angeordnet sind. Bei den Weibchen ist die Unterseite des Hinterleibs überwiegend gelblich gefärbt, mit schmalen segmentalen dunklen Querstreifen und lateral meist mit einer Reihe dunkler Flecken. Am Scheitel zwischen den Augen fehlt eine helle Querbinde. Bei den Männchen befindet sich ventral und dorsal auf jeder Seite ein unterbrochener dunkler Längsstreifen.
Die Drüsengruben der Männchen sind flach und rundlich bis queroval, ihr Boden ist mit zerstreuten Haaren bedeckt.
Die Nymphen sind stark gepunktet und unterscheiden sich dadurch von den Nymphen anderer mitteleuropäischer Arten der Ectobiinae.
Die Oothek dieser Art ist glatt.

### Ähnliche Arten
Die Art ist der Bernstein-Waldschabe (Ectobius vittiventris) extrem ähnlich. Auch mit der Tanger-Waldschabe (Planuncus tingitanus) und der Deutschen Schabe (Blattella germanica) wird sie häufig verwechselt. Genauere Angaben zu Unterschieden dieser Arten finden sich in den Artikeln der Bernstein-Waldschabe und der Tanger-Waldschabe.
Die Männchen ähneln durch die helle Färbung der Halsschildscheibe Ectobius erythronotus. Bei dieser Art ist jedoch der Hinterleib überwiegend dunkel und die Drüsengruben sind tiefer, mit einer querovalen Öffnung, hinten mit paarigen Aussackungen und in der Mitte mit einem dichten Haarbüschel.
Durch die Oothek ohne Längsleisten ähneln die Weibchen Ectobius lapponicus, bei dieser Art ist die Oothek jedoch fein längsgestreift und die Unterseite des Hinterleibs dunkler gefärbt.

## Verbreitung
Das Verbreitungsgebiet reicht von Südwest- und Westeuropa bis Mitteleuropa. Die Art findet sich verstreut in den Küstengebieten der Iberischen Halbinsel, fast überall in Frankreich inklusive Korsika, im Süden Großbritanniens, nördlich bis nach Wales und in die westlichen Midlands, in Belgien, den Niederlanden und Luxemburg, im Nordwesten Italiens, in der westlichen Schweiz und im Westen Deutschlands. Vereinzelt kommt die Art auch weiter östlich vor, so in Nord- und Ostdeutschland, Südostdeutschland, im Westen von Polen und in Istrien. Auch aus dem südlichen Italien inklusive Sizilien und in einem Fall im östlichen Serbien wurde ein Fund dokumentiert. Auch aus Tunesien und Algerien in Nordafrika wurde von Funden berichtet.
In Deutschland ist die Art westlich des Rheins an warmen Stellen relativ häufig und kam lange Zeit daneben nur zentral vor in den Gegenden von Marburg, Beckum und Ibbenbüren und eventuell noch an einigen Lokalitäten in Sachsen-Anhalt. Mittlerweile scheint sie sich nach Osten hin weiter auszubreiten und ist auch im Rhein-Main-Gebiet, in Baden-Württemberg und im südlichen Bayern an zahlreichen Stellen zu finden. Vereinzelte Funde wurden auch bei Höxter, Göttingen, Zwickau, Schweinfurt, Fürth und Teisnach gemeldet.
Eingeschleppt wurde die Art etwa um das Jahr 1948 nach Nordamerika. Hier findet sie sich sehr häufig im Nordosten der Vereinigten Staaten und im Südosten Kanadas, vor allem im Gebiet der Großen Seen und entlang der Ostküste von New Brunswick bis Virginia. Aber auch aus dem übrigen Osten und dem Süden der Vereinigten Staaten sind Funde bekannt, ebenso aus dem Norden Mexikos. Die südlichsten Funde liegen dabei in Sinaloa, Chihuahua und Nuevo León und die westlichsten in den USA in Arizona und New Mexico. Im Südosten kommt die Art bis in den Süden Floridas vor und im Nordosten bis Nova Scotia in Kanada.

## Lebensraum
Wie die übrigen Ectobius-Arten auch ist die Blasse Waldschabe ein Waldbewohner, lebt aber auch in Heiden und Wiesen. Meist findet man sie in der Laubstreu und Gras, mitunter auch in Büschen und Bäumen. Sie zeigt eine Präferenz für sandige Böden und Sanddünen.

## Lebensweise
Adulte Tiere findet man von April bis Oktober, zum Teil auch bis November. Die Art fliegt bei warmem Wetter und wird von Licht angelockt.
Der Lebenszyklus ist zweijährig, bei der Entwicklung werden sechs Larvenstadien durchlaufen. Die Oothek überwintert, im folgenden Winter überwintert das vierte Larvenstadium und ist ungefähr im April schließlich voll entwickelt.

## Taxonomie
Die Art wurde 1789 von Guillaume-Antoine Olivier als Blatta pallida erstbeschrieben.  In Nordamerika wurde die Art 1951 zunächst als Ectobius lividus beschrieben.

### Unterarten
Neben dem Nominotypischen Taxon sind noch drei weitere Unterarten beschrieben worden. Diese sind:
- Ectobius pallidus chopardi Adelung, 1917
- Ectobius pallidus minor Ramme, 1923
- Ectobius pallidus punctulatus (Fieber, 1853)